# Taglio-Isolaccio
Taglio-Isolaccio é uma comuna francesa na região administrativa de Córsega, no departamento da Alta Córsega. Estende-se por uma área de 11,47 km². 